# Vlag van Bago

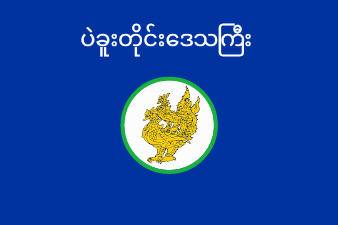
Vlag van Bago

De vlag van Bago staan twee gouden hamsas afgebeeld, het vrouwtje zittend op de rug van het mannetje, op een witte cirkel omzoomd met groen op het midden van een blauwe achtergrond. De naam "Regio Bago" (ပဲခူးတိုင်းဒေသကြီး) staat in het Birmaans boven de vogels. De vlag werd omstreeks 2018 in gebruik genomen.
Volgens de plaatselijke legende werd de stad Pegu gesticht op de plek waar een mannetjeshamsa tijdens een enorme overstroming op een enkele rots boven het water landde en het vrouwtje op zijn rug liet staan, vandaar de vermelding van dat paar op de vlag en het zegel van Bago.
De voormalige vlag van Bago Region, aangenomen in 1974, toont een hamsa op een blauwe achtergrond. "Bago Division" (ပဲခူးတိုင်း), de voormalige naam van Bago Region, staat in het Birmaans onder de vogel. Na de hernoeming van de administratieve divisies van Myanmar in 2010, veranderde de naam op de vlag ook mee - het woord "grote regio" (ဒေသကြီး) werd toegevoegd en werd "Bago Region" (ပဲခူးတိုင်းဒေသကြီး). Rond 2018 begon een nieuw ontwerp, dat de enkele gouden hamsa vervangt door twee gouden hamsa's op een groenomrande witte cirkel, te verschijnen in sporttoernooien.
De voormalige vlag van Mon lijkt op de vlag van vóór 2018 van de regio Bago, maar de hamsa en de tekst hebben andere verhoudingen en ontwerpen.

Historische vlaggen
1974–2010
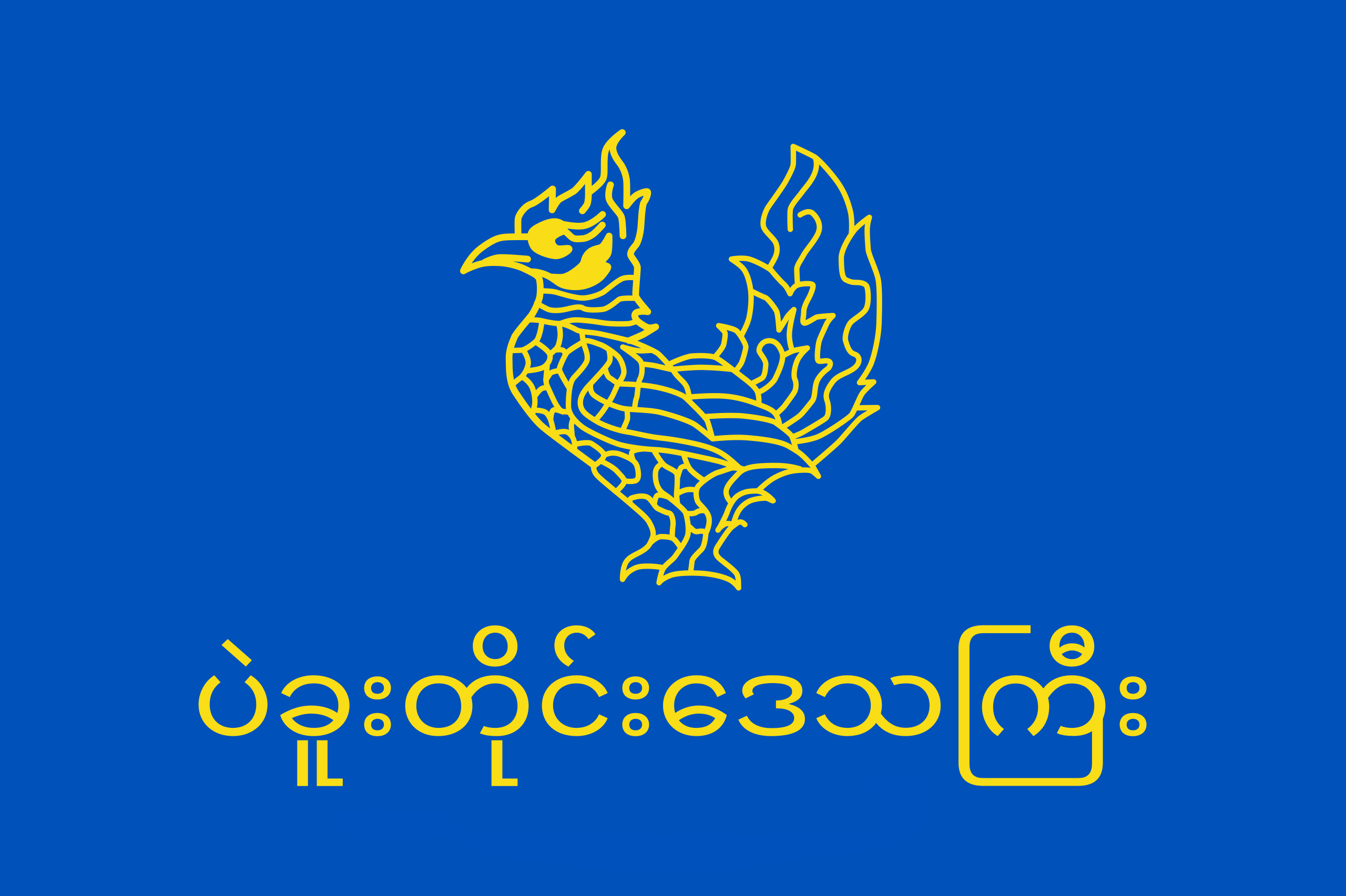
2010–ca. 2019